# Római Magyar Akadémia
A Római Magyar Akadémia (Collegium Hungaricum Roma – latinul, tulajdonképpen „Magyar Intézet”) a 17. századi, barokk Falconieri-palotában működő, jelenleg a Külgazdasági és Külügyminisztérium kötelékébe tartozó, 1927-ben alapított tudományos-kulturális intézet. Célja többek között koncertek, kiállítások, könyvbemutatók, felolvasóestek, konferenciák, kerekasztal-beszélgetések révén megismertetni a magyar kultúrát, humán tudományokat Olaszországban. Emellett elősegíti és támogatja a magyar kutatók, illetve ösztöndíjasok tanulmányait, kutatásait a dél-európai országban.

## Története

### Előzmények

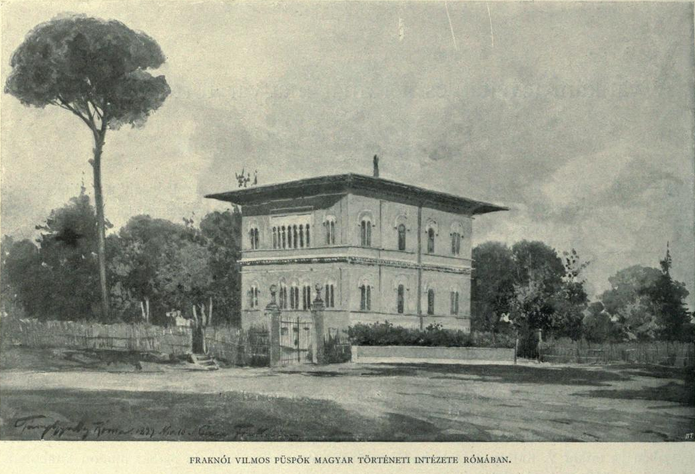
A Magyar Történeti Intézet, Róma (1902)

A Római Magyar Akadémia előzménye az 1895-ben alapított Római Magyar Történeti Intézet, mely 1913-ig működött. Az 1923-as újjáalapítását követően 1948-ig működött ismét (1996 óta Fraknói Vilmos Történeti Intézet néven működik a Római Magyar Akadémia keretei között).

### A Collegium Hungaricum
Az olasz–magyar kulturális kapcsolatok a két világháború közötti időszakban igen intenzíven fejlődtek. Magyarországon az 1924. évi XXV. tc. szerint az olasz nyelv is bekerült a reálgimnáziumok tantervébe. Ennek következtében az olasz kormány először évi 2, a magyar állam 4 ösztöndíjat biztosított a leendő olasznyelvtanárok számára. Képzésüket kezdetben a Római Magyar Történeti Intézet, később a Collegium Hungaricum szervezte. A Collegium Hungaricum megalapítására 1927-ben került sor, székhelye ettől kezdve a Francesco Borromini tervei alapján épült Falconieri-palota (Római Magyar Akadémia néven ma is ott működik).
A teológiai és művészeti hagyományokhoz híven a Collegium Hungaricum az 1930-as években már évente 10 festőt, szobrászt, 10 teológust, 20 nyelvszakos tanárjelöltet, történészt, építészt, jogászt stb. fogadott. A teológusok 1936-ig a Collegium Hungaricum keretében önálló egységként működő papi kollégiumhoz tartoztak. A kollégium nemcsak szállást adott az ösztöndíjasoknak, hanem figyelemmel kísérte képzésüket, kutatási programjaik alakulását is. Az olaszoknak szánt rendezvényeivel hozzájárult a Magyarország iránti érdeklődés fenntartásához. Az 1950-es években a Collegium Hungaricum gyakorlatilag nem működött.

### A Római Magyar Akadémia és az 1965-ös Kulturális Egyezmény
A Magyar Népköztársaság és az Olasz köztársaság közti Kulturális Egyezmény 1965-ben lépett életbe, ezzel felváltva az 1935-ös Kulturális Egyezményt, amelynek egyes rendelkezései a Római Magyar Akadémiát is érintették, ezért annak történetéből nem hagyhatók ki. Az egyezmény értelmében az akadémia fenntartását és működését is támogatniuk kell a feleknek. Ez érinti a tudomány, a művészetek és az irodalom területét is. A tudományos és kulturális kapcsolatok ápolásának érdekében az intézet által szervezett tanulmányutakat, kiállításokat és programokat is támogatja a két ország. Az intézmény fennmaradásához nagy mértékben hozzájárulhatott az is, hogy az egyezményben foglaltak szerint a két ország elősegíti a könyvek, kiállítások, tudományos anyagok cseréjét is, támogatva ezzel a két ország között utazó tudósokat is.

### Napjainkban
Jelenleg a Római Magyar Akadémia – az évtizedek során kialakult hagyományoknak megfelelően – továbbra is tudományos és kulturális ismeretterjesztő feladatokat lát el, emellett helyet ad a Rómába érkező magyarországi tudósoknak is.

## Neves ösztöndíjasok 1945-ig

### Római Magyar Történeti Intézet
Artner Edgár, Bogyay Tamás, Dercsényi Dezső, Dombi József, Ferdinandy Mihály, Galla Ferenc, Genthon István, Huszti József, (Koltay-)Kastner Jenő, Moravcsik Gyula, Oroszlán Zoltán, Pásztor Lajos, Tamás (korábban Treml) Lajos, Tóth László, Váczy Péter, Vanyó Tihamér, Várady Imre, Voit Pál

### Római Collegium Hungaricum (Magyar Akadémia)
A Római Magyar Akadémia falai között bontakozott ki a később "Római Iskolá"-nak elnevezett képzőművészeti csoport. Az ösztöndíjas művészek neves tagjai között szerepelnek: Aba-Novák Vilmos, Árkay Bertalan, Bardon Alfréd, Basilides Barna, Breznay József, Buday György, Buza Barnabás, Chiovini Ferenc, Farkas Ferenc, Hallgass Jenő Zoltán, Hincz Gyula, Iván Szilárd, Jeges Ernő, Kákay-Szabó György, Kardos Tibor, Kerényi Jenő, Koczka András, Korompay György, Kurucz Dezső István, Kuzmik Lívia,  Lévay Tibor, Madarassy Walter, Medveczky Jenő, Mészáros László, Meszlényi Antal, Molnár C. Pál, Nemessányi-Kontuly Béla, Patkó Károly, Pátzay Pál, Radó János Polikárp, Rónay László, Szabó Vladimir, Szentgyörgyi Kornél, Szőnyi István, Szuchy Tibor, Tar István, Trapli István, Ugray György, Végh Ilona, Vilt Tibor, Visky Károly.